# Noviciat des Dominicains
Le noviciat des Dominicains, dit aussi couvent des Jacobins de la rue Saint-Dominique , ou hôtel de l'Artillerie est un bâtiment situé 1 place Saint-Thomas-d'Aquin 7e arrondissement de Paris, en France.
Propriété de l'Institut d'études politiques de Paris depuis 2016, il permet l'expansion du campus de l'école en 2022 après des travaux de restauration. Il est relié par un couloir souterrain à l'hôtel de Feydeau de Brou. Il est classé au titre des monuments historiques depuis 1982.

## Histoire

### Noviciat dominicain
Le couvent dominicain Saint-Thomas d'Aquin est fondé en 1632 par Françoise de Saliné. Il sert de noviciat pouvant alors accueillir 50 frères, et sa bibliothèque comprend jusqu'à 14 000 ouvrages.
Les frères dominicains installés sur les terres de l’abbaye royale de Saint-Germain-des-Prés édifient l’ensemble conventuel de 1682 à 1740. La chapelle (actuelle église Saint-Thomas-d'Aquin) est achevée en 1770 sur les plans de Pierre Bullet. Le cloître a subi de nombreuses périodes de travaux, et d'abord la construction de l’église et de l’aile Nord. Le pavillon des infirmeries est construit entre 1728 et 1729, puis avec d'autres ailes. Aux XVIIIe et XIXe siècles, le niveau des bâtiments est surélevé.

### Siège du Comité central d'artillerie et du ministère de la Défense
La révolution française met un terme à la fonction religieuse des bâtiments et devient une propriété de l’armée qui affecte les lieux à la manufacture d’armes. Le comité central d’artillerie s'y installe dès 1795, et fait établir un bâtiment en 1816 dans la cour Treuille de Beaulieu, puis entre 1818 et 1840 des laboratoires de chimie pour Louis Gay-Lussac et enfin, dans la cour de Gribeauval, des ateliers de métallurgie et de forge.
Le cloître sert peu à peu à entreposer les armes obsolètes récupérées au fil des guerres et conquêtes et devient un musée, jusqu'au transfert de la collection à l'Hôtel des invalides en 1871. L'annexe du ministère de la Défense est renommée hôtel de l'Artillerie. Elle accueille les services du Contrôle général des armées jusqu'en 2010.

### Campus de Sciences Po Paris
En vue d'une extension et de son développement, Sciences Po Paris mène, sous la direction de Frédéric Mion, l'achat de l'ensemble de l'hôtel pour 87 millions d'euros (93 millions tout droits compris). Le prix de vente est en deçà de l'évaluation de 104 millions réalisée par France Domaine en 2009. L'offre initiale de Sciences Po était de 80 millions d'euros. Cette décote suscite une controverse.
L'établissement réalise des travaux pour 200 millions d'euros, et finance l'opération via un emprunt de 160 millions d'euros sur trente ans couvert par les loyers économisés, 20 millions de fonds propres et 20 millions issus d'une levée de fonds.
En 2019, la fondation Gerard B. Lambert, créée par l'horticultrice et philanthrope américaine Rachel Lambert Mellon en 1976, accorde à Sciences Po un don de 4,6 millions d'euros, à condition que le jardin dans la cour Treuille de Beaulieu soit renommé en jardin Rachel-Lambert-Mellon,.

## Description
Le site de l’artillerie représente une surface de 14 000 m2, délimitée par la rue Gribeauval au sud-ouest et l’Église Saint-Thomas-d'Aquin au nord-ouest.
Il est composé de l’ancien cloître dit la cour Sébastopol au nord, la cour Treuille de Beaulieu (renommée en jardin Rachel-Lambert-Mellon en 2019) et à l’est la cour de Gribeauval.
L'escalier de l'aile Nord est classé aux monuments historiques. L'escalier Sud en cours de restauration est inscrit à l'inventaire supplémentaire, avant classement.

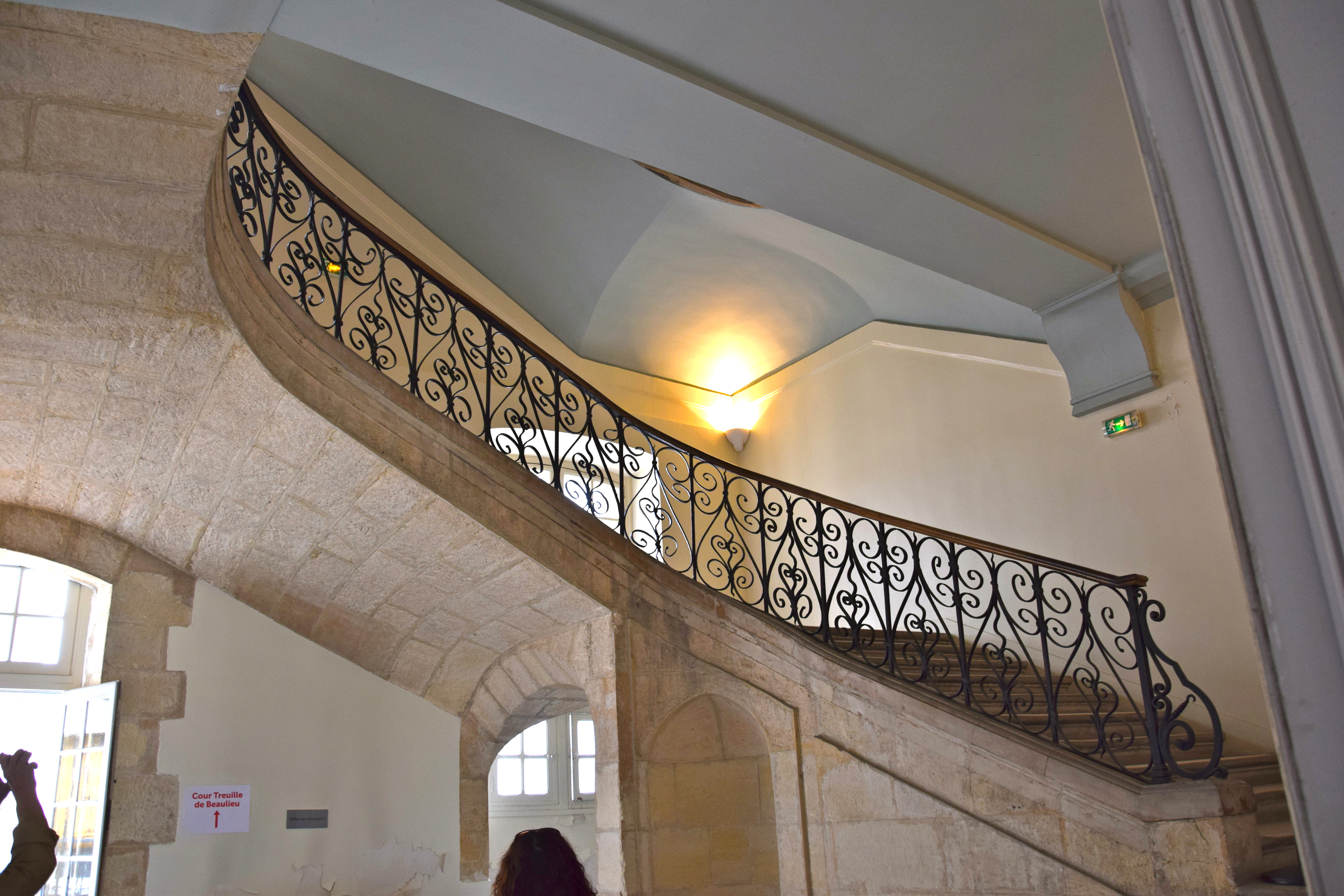
L'escalier Nord.
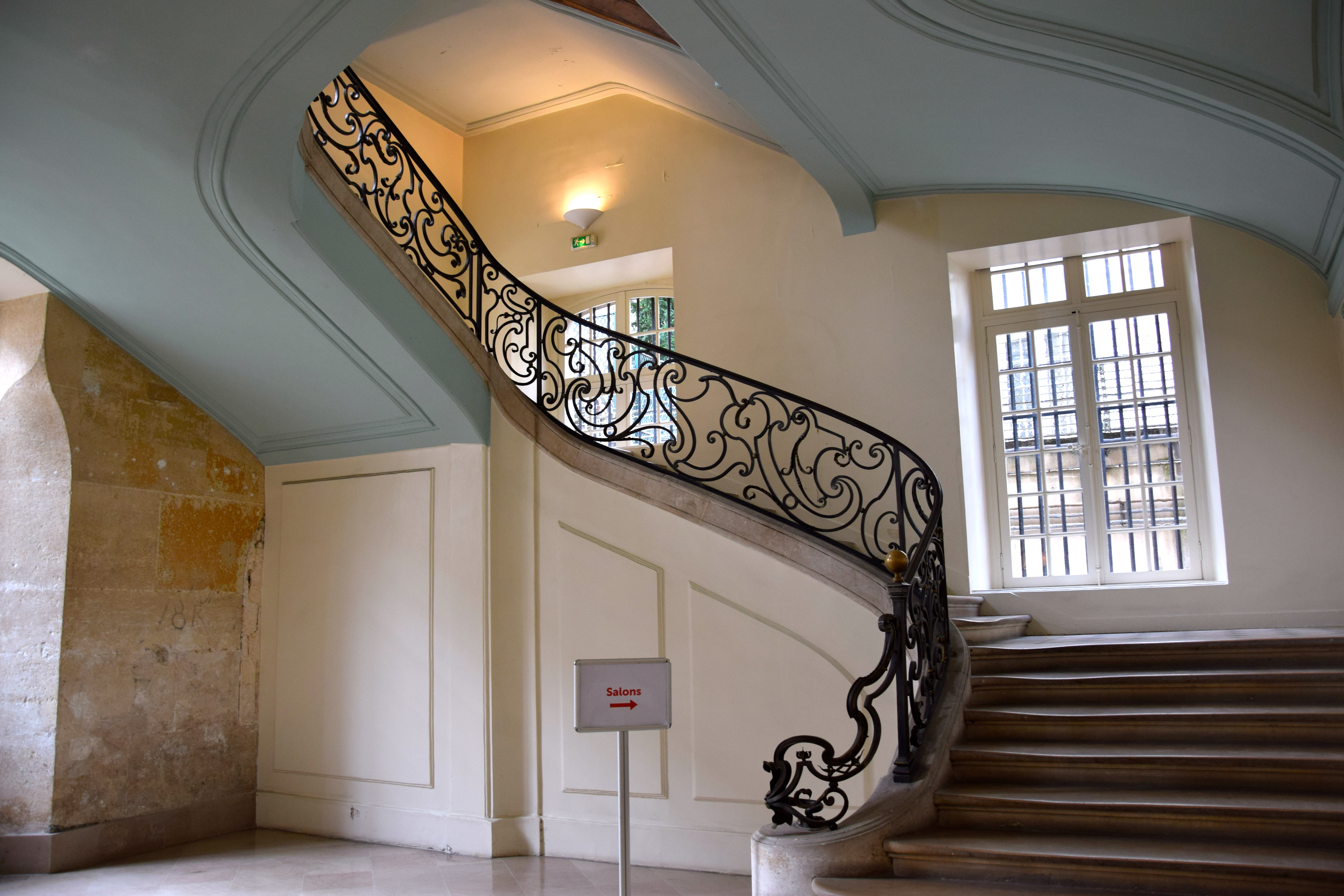
L'escalier Sud.
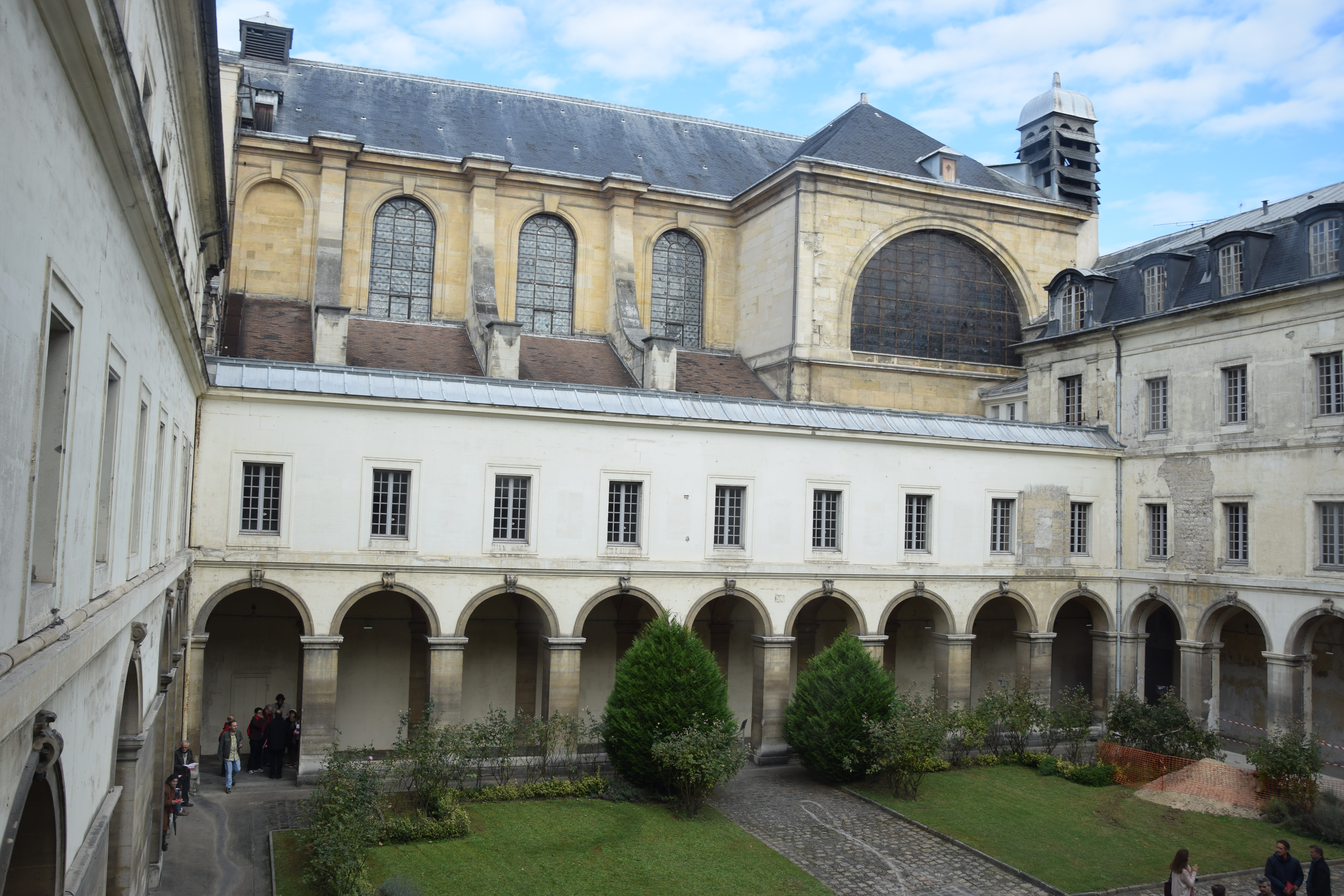
La cour Sébastopol.
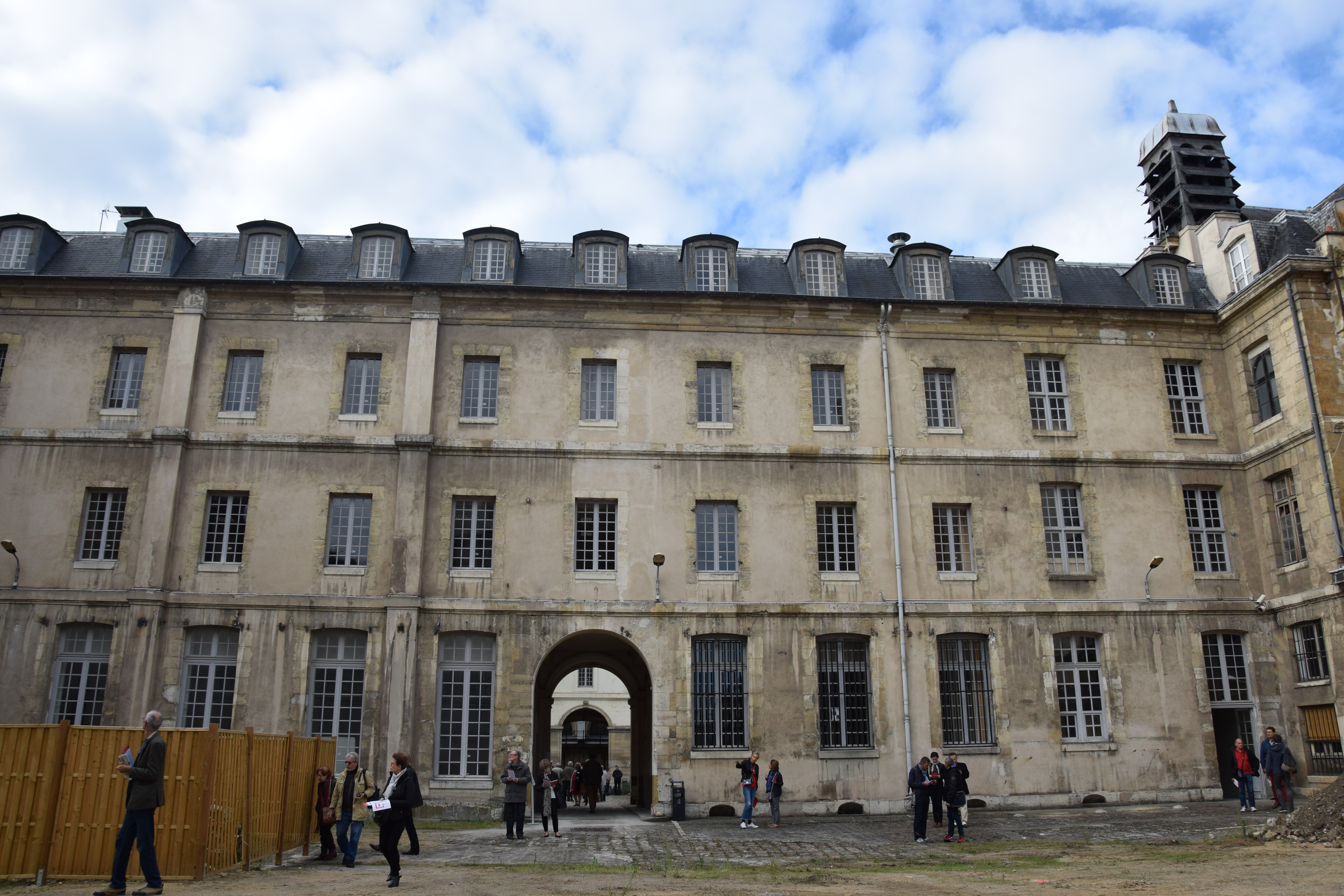
La cour Treuille de Beaulieu.
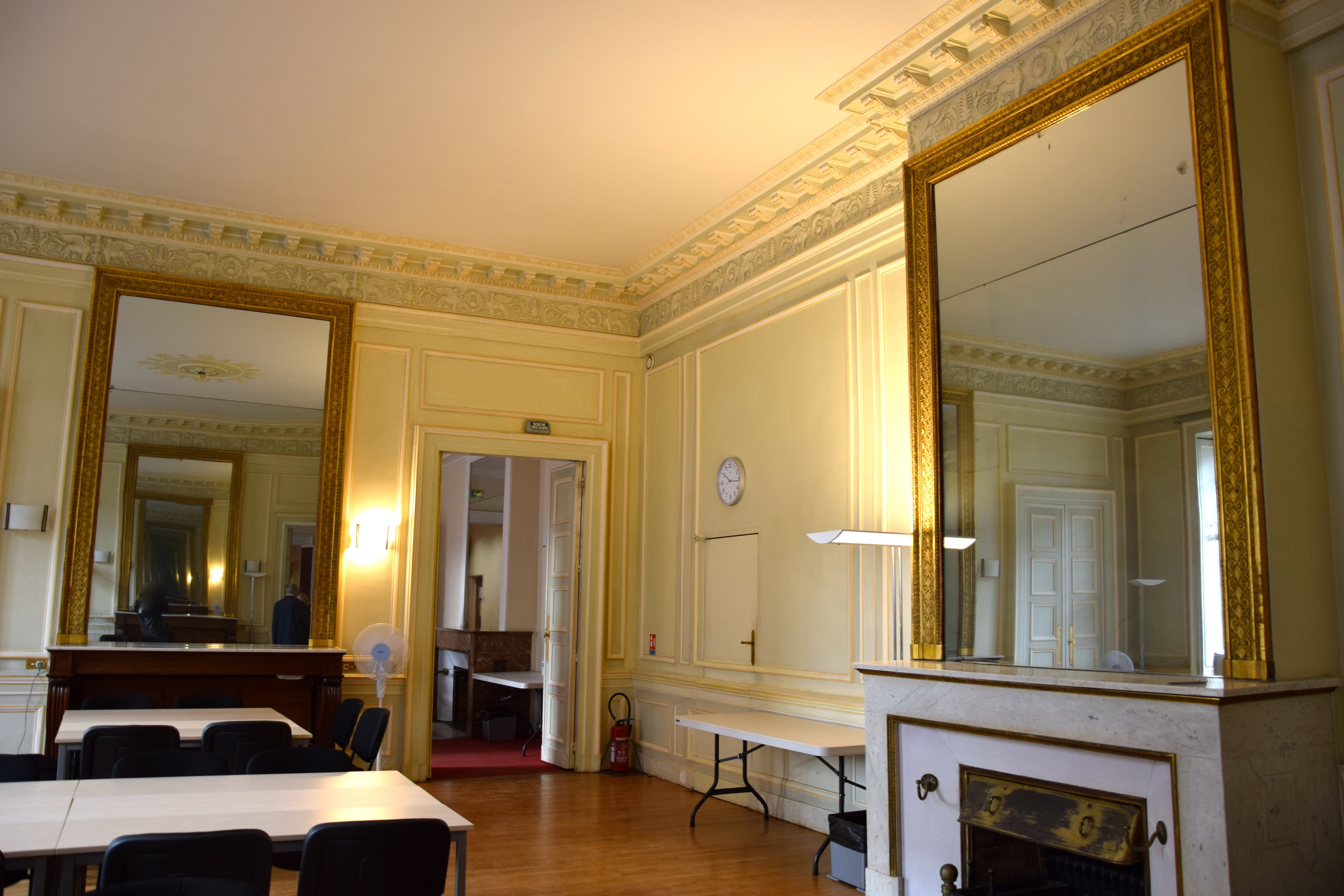
Le salon jaune.

## Dans la fiction
L'entrée du noviciat apparaît dans l'épisode 16 de la saison 5 de Castle, à l'occasion d'une scène durant laquelle Richard Castle se rend à l'église Saint-Thomas-d'Aquin. 